# Calvoa confertifolia
Calvoa confertifolia är en tvåhjärtbladig växtart som beskrevs av Arthur Wallis Exell. Calvoa confertifolia ingår i släktet Calvoa och familjen Melastomataceae. Inga underarter finns listade i Catalogue of Life.